# Aileen Baviera
Aileen San Pablo, vd.ª de Baviera (Manila, 26 de agosto de 1959-Ibidem., 21 de marzo de 2020) fue una politóloga y sinóloga filipina. Fue una de las principales expertas sobre China en su país.

## Carrera
En octubre de 1979, Baviera recibió una Licenciatura en Ciencias en el Servicio Exterior, cum laude en la Universidad de Filipinas. Como estudiante de historia moderna de China en la Universidad de Pekín, se le permitió investigar en China por primera vez desde 1981 hasta 1983. Aprendió el idioma chino, recibió un diploma del Instituto de Idiomas de Pekín y viajó al norte y al oeste del país. En 1987, Baviera recibió una Maestría en Artes en estudios asiáticos, especializándose en China y Asia Oriental. El doctorado en ciencias políticas lo siguió en 2003.
De 1980 a 1986, trabajó como investigadora y entrenadora en el Instituto del Servicio Exterior del Departamento de Estado. Hasta 1990, enseñó en la Facultad de Ciencias Políticas de la Universidad de Filipinas y luego hasta 1993 como coordinadora de investigación en el Centro de Recursos de Desarrollo de Filipinas y China. Desde junio de 1993 hasta mayo de 1998, Baviera fue jefa del Centro de Relaciones Internacionales y Estudios Estratégicos del Instituto del Servicio Exterior y enseñó en paralelo de 1996 a 1997 en la Facultad de Ciencias Políticas de la Universidad Ateneo de Manila.
Desde junio de 1998 hasta diciembre de 2001, Baviera fue Directora Ejecutiva del Centro de Recursos para el Desarrollo de Filipinas-China y, al mismo tiempo, hasta junio de 2005, Profesora Asociada en el Centro Asiático de la Universidad de Filipinas. Desde septiembre de 2003 hasta octubre de 2009, también fue decana del Centro Asiático. Desde julio de 2005, fue profesora titular y desde julio de 2010 editora jefe de Asian Politics & Policy of the Policy Studies Organization en Washington D. C. Más recientemente, fue presidenta y CEO de la Asia Pacific Pathways to Progress Foundation.

## Muerte
Regresó de París el 12 de marzo de 2020, donde había sido infectada tras participar en un congreso. Murió a los sesenta años de enfermedad por coronavirus, provocada por el virus SARS-CoV-2, en la madrugada del 21 de marzo en el Hospital San Lázaro en Manila (Filipinas). Era viuda de Jorge Villegas Baviera, quien murió de un ataque al corazón en 2018, le sobreviven sus tres hijos Vita Amalya (nacida en 1985), Mara Yasmin (nacida en 1986) y Jorge Vittorio (nacido en 1991).

## Publicaciones (selección)
- Actitudes políticas contemporáneas y comportamiento de los chinos en Metro Manila, 1994.
- Seguridad regional en Asia oriental: desafíos para la cooperación y el desarrollo comunitario, 2008.